# Droga N995 (Holandia)
Droga prowincjonalna N995 (nid. Provinciale weg 995) – droga prowincjonalna w Holandii, w prowincji Groningen. Łączy miasto Bedum z drogą prowincjonalną N996 w Onderdendam. N995 w całości biegnie wzdłuż kanału Boterdiep.
N995 to droga jednopasmowa o maksymalnej dopuszczalnej prędkości 60 km/h, która nosi nazwę Bedumerweg.